# ام‌تی‌ام اینترپرایسز
ام‌تی‌ام اینترپرایسز (انگلیسی: MTM Enterprises) شرکت رسانه‌ای آمریکایی بود، که در سال ۱۹۶۹ توسط مری تایلر مور تأسیس شد.